# Rudolph Schildkraut

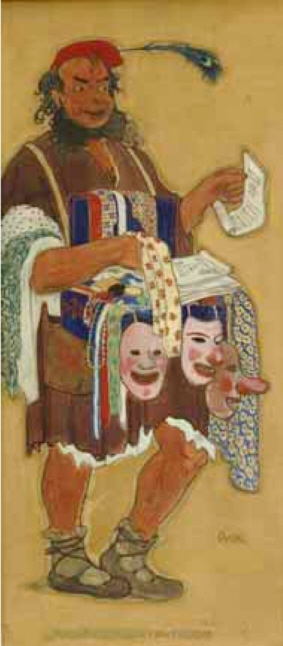
Emil Orlik: Schildkraut como Autólico en "Cuento de invierno", Berlín 1906

 Rudolph Schildkraut  (27 de abril de 1862 - 15 de julio de 1930) fue un actor teatral y cinematográfico austriaco.

## Biografía
Schildkraut nació en Estambul, Turquía, en aquel momento parte del Imperio austrohúngaro, en el seno de una familia de hoteleros judíos. Criado en Brăila, Rumania, en Viena recibió lecciones de interpretación impartidas por Friedrich Mitterwurzer. Su debut tuvo lugar en los primeros años 1880 en Sopron, y su primer papel de importancia lo representó en 1885 en Krems an der Donau.
En 1893 se mudó a Viena para trabajar en el recién inaugurado Raimundtheater, actuando a partir de 1898 en el Carltheater. Entre otros papeles hizo el de Wurm en Kabale und Liebe, de Friedrich Schiller. Schildkraut actuó en 1900 en el Deutsche Schauspielhaus de Hamburgo, y en 1905 en el Deutsches Theater, en Berlín. En este local fue uno de los más importantes actores de la compañía dirigida por Max Reinhardt. Su Shylock, que él interpretó en 1905 y 1913 en producciones de El mercader de Venecia de Reinhardt, fue alabado por Fritz Kortner, que lo consideró un "monumento al arte de la interpretación." Otros de sus papeles más destacados fueron el del título en El rey Lear (1908), Mefistófeles en Fausto (1909), Muley Hassan en la pieza de Friedrich Schiller La conjuración de Fiesco (1909), el sepulturero en Hamlet (1909) y Peter Bast en la obra de Knut Hamsun Livet i Vold (1914). Además, en 1910/1911, Schildkraut actuó por vez primera en los Estados Unidos.
Schildkraut fue también un conocido actor del cine mudo alemán, protagonista de diversos dramas. Su última película europea fue una biografía del fundador del sionismo Theodor Herzl. En 1920 se mudó de modo permanente a los Estados Unidos, debutando ese mismo año en la ciudad de Nueva York actuando en la obra Silent Forces. En 1925 fundó su propio teatro judío en el Bronx.
En sus últimos cinco años de carrera actuó en varias producciones rodadas en Hollywood, siendo su film más destacado El rey de reyes, de Cecil B. DeMille (1927), en el cual encarnaba a Caifás.
Rudolph Schildkraut falleció en 1930 en Los Ángeles, California, a causa de un infarto agudo de miocardio. Tenía 67 años de edad. Fue enterrado en el Cementerio Hollywood Forever de Hollywood, California. Había estado casado con Erna Weinstein, con la que tuvo un hijo, el también actor Joseph Schildkraut (1896–1964).

## Filmografía
| - 1913: Der Shylock von Krakau - 1914: Iwan Koschula - 1914: Lache Bajazzo - 1915: Der Narr des Schicksals - 1915: Dämon und Mensch - 1915: Das achte Gebot - 1915: Schlemihl - 1916: Der Glücksschneider - 1916: Das tanzende Herz - 1916: Das Wiegenlied - 1919: Der Hofmusiker - 1919: Umsonst gekämpft - 1919: Der Pascha | - 1920: Gerechtigkeit - 1921: Theodor Herzl, der Bannerträger des jüdischen Volkes - 1925: His People - 1926: Young April - 1926: Pals in Paradise - 1927: El rey de reyes - 1927: The Country Doctor - 1927: A Harp in Hock - 1927: Turkish Delight - 1927: The Main Event - 1928: A Ship Comes In - 1929: Christina |